# Vede

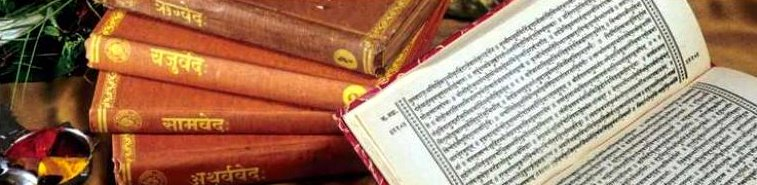
Cele patru Vede

Vedele (în sanskrită वेद) sunt o culegere de texte originare din Vechea Indie. Sunt cele mai vechi scripturi ale hinduismului. În prezent, textele vedice sunt venerate de hindușii din întreaga lume. Versurile lor sunt recitate în cadrul rugăciunilor și slujbelor religioase. În timpurile moderne, studiile vedice sunt cruciale în ceea ce privește înțelegerea lingvisticii indo-europene, precum și a istoriei Indiei antice.
Conform interpretărilor hinduse stricte, Vedele sunt apauruṣeya („creații non-umane”) și au fost revelate în mod direct, motiv pentru care sunt numite „śruti” („ceea ce se aude”). Hinduismul, cunoscut și ca Sanatana Dharma („Legea eternă”), se referă la credința în înțelepciunea atemporală cuprinsă în aceste texte.
Filozofii și secte apărute în subcontinentul indian au adoptat poziții variate privind Vedele. Școlile de filozofie indiană care citează Vedele ca autoritatea lor scriptorală sunt denumite „ortodoxe” (āstika). Alte două filozofii indiene, budismul și jainismul, nu au acceptat autoritatea Vedelor și s-au transformat în religii distincte. În filozofia indiană ele sunt numite școli „heterodoxe” (nāstika).

## Datare
Este posibil ca Vedele să fie cele mai vechi scripturi care au supraviețuit și care sunt încă folosite. Majoritatea indologilor consideră că o tradiție orală a existat cu mult înainte ca unele învățături să fie notate, în secolul al doilea î.e.n.. Textele vedice au fost compuse și apoi transmise oral, în sanscrită, cu multe secole înainte de a fi trecute în scris. Manuscrisele cele mai vechi care au supraviețuit datează din secolul XI î.e.n..  Radhakrishnan & Moore (1957, pp. xvii-xviii) rezumă vechea viziune academică atunci când afirmă : Perioadă vedică e caracterizată de obscuritate, dar ar putea fi plasată aproximativ între 2500 și 600 î.Hr.. Când e folosit de acești autori, termenul „Perioadă vedică” include lunga perioadă de evenimente culturale pre-literare, care au dat naștere treptat textului scris. Flood (1996, p. 37) face referință la „cronologia mai sobră”, între 1500 și 1200 î.e.n., propusă de Max Müller pentru primele porțiuni ale textului. Michael Witzel consideră că textele vedice originale au fost compuse în mod oral între c.1500 și c. 500-400 î.e.n..
Cu toate acestea, datarea Vedelor s-a văzut îngreunată, timp de mai bine de un secol, de elemente controversate precum Teoria invaziei ariene, teoria Afară din India și istoricitatea Mahabharatei, între altele.

## Etimologie
Cuvântul veda înseamnă „înțelepciune” sau „cunoaștere”. În termeni mai generali înseamnă „Cunoaștere sacră, învățătură sfântă, scripturile hindușilor”. Monier-Williams o definește mai exact ca „Un număr de opere apreciate, care constituie baza primei perioade a religiei hinduse”. Este derivat de la „vid-”, „a ști” în sanscrită. Ar putea fi însă derivat din cuvântul proto-indo-european "*weid-", care înseamnă „a vedea” sau „a cunoaște”.

## Categorii de texte vedice
Textele vedice sunt grupate în mod tradițional în patru categorii: Samhite, Brahmane, Aranyake, și Upanișade.
- Samhita (în sanscrită „saṃhitā”, „colecție”) este o colecție de imnuri, mantre și incantări. Exită patru Samhite „vedice” : Rig-Veda, Sama-Veda, Yajur-Veda, și Atharva-Veda, majoritatea fiind valabile în mai multe recenzii (śākhā). În unele contexte, termenul „Veda” se referă la aceste samhite.
- Brahmanele sunt texte în proză în care se discută, într-un stil tehnic, ritualurile solemne de sacrificare, comentând asupra semnificației lor și asupra unor subiecte relaționate. Fiecare Brahmana este asociată cu o Samhita sau cu una din recenziile sale. Brahmanele pot forma un corp de text separat sau pot fi parțial integrate în textul Samhitelor. Pot include de asemenea Aranyakale și Upanișade.
- Aranyakale, sau „textele de sălbăticiune”, sunt partea de concluzii ale Brahmanelor, care includ discuții și interpretări ale ritualurilor periculoase și alte materiale adiționale.
- Upanișadele sunt opere filozofice în formă dialogată. Discută problemele naturii filozofiei și destinului sufletului, și conțin unele interpretări mistice și spirituale ale Vedelor. Pentru mult timp au fost considerate scopul și esența Vedelor, și de aceea sunt cunoscute ca Vedānta („sfârșitul Vedelor”). Luate împreună, reprezintă baza școlii Vedanta.

Acest grup de texte este numit „shruti” (sanscrită: śruti; „ceea ce e auzit”). Din timpuri postvedice s-a considerat a fi înțelepciune revelată, spre deosebire de alte texte, cunoscute, în mod colectiv, drept „smriti” (sanscrită smṛti; ceea ce e amintit), texte considerate de origine umană. Acest sistem de categorisire este opera lui Max Müller, și, deși e supus unor dezbateri, se folosește în general. După cum explică Axel Michaels:
These classifications are often not tenable for linguistic and formal reasons: There is not only one collection at any one time, but rather several handed down in separate Vedic schools; Upanișads ... are sometimes not to be distinguished from Āraṇyakas...; Brāhmaṇas contain older strata of language attributed to the Saṃhitās; there are various dialects and locally prominent traditions of the Vedic schools. Nevertheless, it is advisable to stick to the division adopted by Max Müller because it follows the Indian tradition, conveys the historical sequence fairly accurately, and underlies the current editions, translations, and monographs on Vedic literature.
Aceste clasificări adesea nu sunt susținute din motive formale sau lingvistice: Nu există o singură colecție, scrisă într-o singură perioadă de timp, ci mai multe, transmise de diferite școli vedice; Upanișadele... uneori nu se pot distinge de Aranyake...; Brahmanele conțin și straturi mai vechi de limbaj, atribuit Samhitelor; există mai multe dialecte și tradiții locale proeminente ale școlilor vedice. Cu toate acestea, este recomandată păstrarea categorizării lui Max Müller, deoarece se bazează pe tradiția indiană, respectă succesiunea istorică și pune accent pe actualele ediții, traduceri și monografii ale literaturii vedice.
Michael Witzel afirmă despre sutrele rituale, considerate „smriti”, dar care aparțin Vedelor târzii în limbaj și conținut, că ar face parte din textele vedice.
Lucrări precum Brahmanele, Aranyakele și Upanișadele interpretează de multe ori rituaurile și politeismul Samhitelor de o manieră filozofică și metaforică, cu scopul de a explora concepte abstracte precum Absolutul (Brahma) și sufletul sinelui (Atman); Upanișadele târzii discută și despre Lordul (Zeu) Ishvara.
În limbaj comun termenul „Vede” se poate referi la :
- Cele patru Vede, însemnând : Rig-Veda, Sama-Veda, Yajur-Veda, și Samhitele Atharva-Veda
- Toate categoriile scripturilor vedice menționate mai sus

## Cele patru Vede
Credința tradițională, afirmată în Vishnu Purana (sec.IV e.n.) este că actuala aranjare a celor patru Vede îi aparține înțeleptului mitic Vedavyasa.

### Rig-Veda

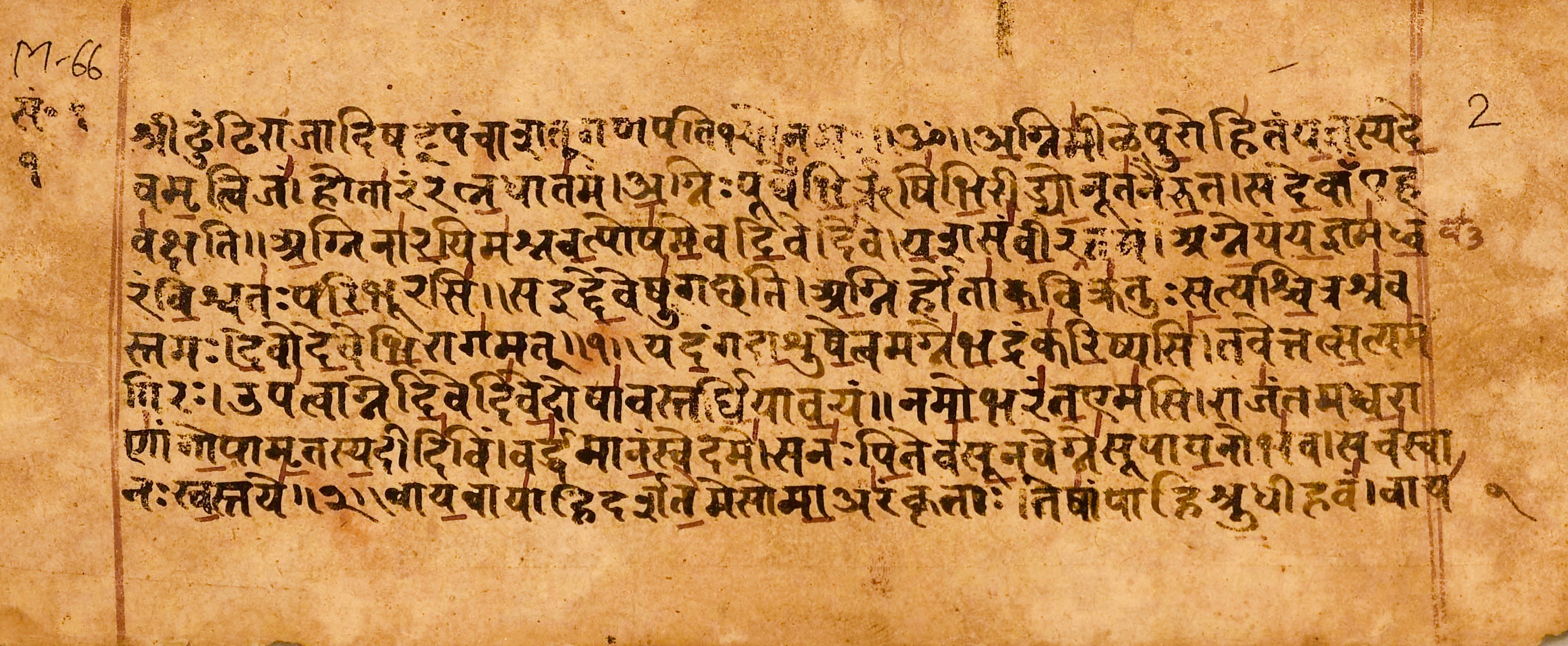
Manuscris din Rig-Veda

Samhita Rig-Veda este cel mai vechi dintre textele indiene care au supraviețuit. Este o colecție de 1028 imnuri vedice în sanscrită, cu 10.600 versuri în total, organizate în zece cărți (sanscrită : „mandale”). Imnurile sunt dedicate zeităților Rigvedice.
Cărțile au fost scrise de către înțelepți și poeți aparținând unor grupuri sacerdotale diferite, de-a lungul unei perioade de 500 de ani, pe care Avari o consideră de la 1400 î.e.n. până la 900 î.e.n., dacă nu mai devreme. Conform lui Max Müller, bazându-se pe dovezi interne (filologice și lingvistice), Rigveda a fost compusă aproximativ între 1700 și 1100 î.e.n. (perioada vedică timpurie), în regiunea Punjab (Sapta Sindhu) a subcontinentului indian. Michael Witzel consideră că Rig Veda a fost compusă aproximativ între 1450-1350 î.e.n..
Există similitudini lingvistice și culturale importante între Rigveda și Avesta iraniană, derivând din timpurile proto-indo-iraniene, deseori asociată culturii Andronovo; cele mai timpurii care de luptă trase de cai s-au găsit în situri Andronovo, într-o arie culturală din apropierea munților Ural, datând din c.2000 î.e.n..

### Yajur-Veda
Yajur-Veda („Veda formulelor sacrificiale”), sau Yadjur-Veda  este formată din mantre în proză arhaice și din unele versuri împrumutate din Rig Veda. Scopul ei era unul practic, în sensul că fiecare mantră are legătură cu o acțiune în cadrul unui ritual de sacrificiu, dar, spre deosebire de Sama Veda, se referea la toate ritualurile de sacrifiiu, nu doar la ofrandele Soma. Există două revizuiri ale acestei Vede, cunoscute ca Yajur-Veda „albă” și cea „neagră”. Originea și semnificația acestor denumiri nu sunt clare. Yajur-Veda „albă” conține doar versurile și incantațiile necesare sacrificiului, în timp ce explicațiile se află în altă Brahmana. Este foarte diferită de Yajur-Veda „neagră”, care conține și explicații, de multe ori imediat după veruri. Au supraviețuit patru revizuiri majore ale Yajur-Vedei negre, toate cu același aranjament, dar diferențiându-se în aspecte precum discuția individuală a ritualurilor, fonologie și accent. După  este și una dintre sursele timpurii (circa 1000 î.e.n.) despre anatomia umană.

### Sama-Veda
Sama-Veda (în sanscrită sāmaveda) este „Veda scandărilor” sau „Cunoașterea prin melodii”. Numele acestei Vede provine din cuvântul sanscrit „sāman”, care înseamnă un imn metric sau o odă. Consistă din 1459 de stanțe, luate în întregime (mai puțin 78) din Rig-Veda. Unele din versurile din Rig-Veda sunt repetate mai mult decât o dată. Incluzând repetițiile, există în total 1875 de versuri în recenzia Sama-Vedei publicată de Griffith. În timpurile noastre ne-au rămas două revizuiri, Kauthuma/Ranayaniya și Jaiminiya.
Scopul ei era liturgic și practic, de a servi drept o carte de cântece pentru preoții care luau parte la liturgie. Un preot care intonează imnuri din Sama-Veda în timpul unui ritual este numit „udgātṛ”, cuvânt derivat din rădăcina sanscrită ud-gai („a cânta”, sau „a scanda”). Un cuvânt similar în română ar putea fi „cantor”. Stilurile de scandare sunt relevante pentru scopul liturgic al versurilor. Imnurile trebuiau să fie scandate în concordanță cu melodii fixe; de unde și denumirea colecției.

### Atharva-Veda
Artharva-Veda este cunoașterea atharvanelor și Angirasei. Artharva-Veda sau Atharvangirasa este textul aparținând poeților „Atharvan și Angirasa”. Apte definește un atharvan ca pe un preot care venera focul și Soma. Etimologia cuvântului „Atharvan” este neclară, dar conform lui Mayrhofer are legătură cu Avesta athravan (āθrauuan); el neagă orice legătură cu preoții focului. „Atharvan” a fost un termen antic desemnând un anumit Rishi chiar și în Rigveda. (literatura veche îi considera preoți care venerau focul).
Saṃhitā Atharva-Veda conține 760 de imnuri, iar aproximativ a șasea partea dintre ele sunt în comun cu Rig-Veda. Majoritatea versurilor sunt metrice, dar unele secțiuni sunt în proză.
Materialul a fost reunit în jurul anului 900 î.e.n., deși o parte din el ar putea data din timpul scrierii Rig Veda, iar unele părți din Atharva-Veda sunt mai vechi decât Rig-Veda.
S-au păstrat două recenzii ale Atharvana-Veda, Paippalāda și Śaunaka. Conform lui Apte, exitau nouă școli („shakhas”). Versiunea Paippalada este mai lungă; a fost publicată doar parțial și rămâne netradusă.
Spre deosebire de celelalte trei Vede, Atharvana-Veda are mai puțină legătură cu sacrificiile. Prima ei parte consistă în primul rând din vrăji și incantații, privind protecția în fața demonilor și a dezastrelor, vrăji pentru vindecarea bolilor, și pentru o viață lungă.
A doua parte conține imnuri speculative și filozofice. R. C. Zaehner a afirmat :
„Ultima dintre cele patru Vede, Atharva-Veda, este, precum am văzut, compusă în mare parte din texte și incantații, dar pe alocuri se pot găsi imnuri cosmologice care anticipează Upanișadele, imnuri către Skambha, „Susținătorul”, care este considerat primul principiu, atât cauză eficientă, cât și materială a Universului, către Prāna, „Suflul Vieții”, către Vāc, „Cuvântul”, și așa mai departe.”
Celebra mantră „Om” (ॐ) apărut pentru prima oară în Atharva-Veda, și a fost identificată mai târziu cu realitatea absolută (brahman), în Taittitrīya Upanishad.
În a treia sa secțiune, Atharvaveda conține mantre utilizate în ritualuri nupțiale și mortuare, precum și privind monarhia, rivalele feminine și Vratya (în stilul de proză al Brahmanei).
Gavin Flood comentează relativa târzie recunoaștere a Atharva-Vedei în felul următor :
„La început existau doar trei preoți corespunzători primelor trei Samhite, deoarece Brahmanul ca supraveghetor al ritualurilor nu apare în Rig Veda, ci este incorporat doar mai târziu, arătându-se astfel recunoașterea Atharva Vedei, care fusese într-un anumit fel distinctă de celelalte Samhite și identificată cu stările sociale joase, ca având un statut egal cu cel al celorlalte texte.”